# Associazione Calcio Monza 1965-1966
Questa pagina raccoglie le informazioni riguardanti l'Associazione Calcio Monza nelle competizioni ufficiali della stagione 1965-1966.

## Stagione
Dopo dieci anni di presidenza lascia l'incarico Claudio Sada. Al suo posto subentra un "comitato di reggenza" che solo a campionato iniziato eleggerà il nuovo presidente nella persona del geometra Enzo Redaelli. 
Il nuovo allenatore Vincenzo Rigamonti cambia notevolmente la fisionomia della squadra assegnando a Santino Ciceri il ruolo di poriere titolare. Sostituisce l'attaccante Romano Taccola con il giovane e promettente Claudio Sala cresciuto nelle giovanili biancorosse. 
Durante il calciomercato estivo arrivano a Monza il difensore Bruno Giovannini dal Fanfulla, il centrocampista Dario Cavallito dalla SPAL ed il giovane attaccante Gian Piero Ghio dalla Sampdoria. 
In campionato si parte discretamente, ma si chiude l'andata a metà classifica a quota 18 punti su 19 partite. Nel girone di ritorno a due giornate dal termine, dopo 5 sconfitte consecutive e in piena zona retrocessione, si tenta di dare una scossa alla squadra effettuando il cambio dell'allenatore.
Arriva Bruno Dazzi, ma con solo due pareggi non si riesce a salvare la stagione negativa e il Monza scende in Serie C. 
Il 3 dicembre 1965 viene intitolato a Gino Alfonso Sada lo stadio chye fino a quel momento veniva chiamato "Città di Monza".

In Coppa Italia il Monza è subito eliminato al primo turno dalla Pro Patria. 
Miglior marcatore stagionale è Remo Vigni autore di 10 reti.

## Rosa
| N. |                   | Ruolo | Calciatore         |
| -- | ----------------- | ----- | ------------------ |
|    | Italia (bandiera) | C     | Stefano Bernini    |
|    | Italia (bandiera) | C     | Eugenio Bersellini |
|    | Italia (bandiera) | P     | Luciano Castellini |
|    | Italia (bandiera) | C     | Dario Cavallito    |
|    | Italia (bandiera) | P     | Santino Ciceri     |
|    | Italia (bandiera) | C     | Giuseppe Ferrero   |
|    | Italia (bandiera) | D     | Franco Fontana     |
|    | Italia (bandiera) | A     | Gian Piero Ghio    |
|    | Italia (bandiera) | D     | Livio Ghioni       |
|    | Italia (bandiera) | D     | Bruno Giovannini   |
|    | Italia (bandiera) | C     | Gianluigi Maggioni |
|    | Italia (bandiera) | D     | Alfredo Magni      |

| N. |                   | Ruolo | Calciatore         |
| -- | ----------------- | ----- | ------------------ |
|    | Italia (bandiera) | C     | Cesare Mavero      |
|    | Italia (bandiera) | C     | Mariano Melonari   |
|    | Italia (bandiera) | A     | Enrico Perego      |
|    | Italia (bandiera) | C     | Mario Perego       |
|    | Italia (bandiera) | C     | Giancarlo Prato    |
|    | Italia (bandiera) | A     | Gian Luigi Rizzi   |
|    | Italia (bandiera) | A     | Ulderico Sacchella |
|    | Italia (bandiera) | C     | Claudio Sala       |
|    | Italia (bandiera) | D     | Edoardo Trivulzio  |
|    | Italia (bandiera) | A     | Remo Vigni         |
|    | Italia (bandiera) | A     | Guido Vivarelli    |

## Risultati

### Serie B

#### Girone di andata
| Arbitro: | Canova (Bologna) |

|  |           |          |
|  | Marcatori | 67’ Ghio |

| Arbitro: | Bigi (Padova) |

|                       |           |                        |
| Maggioni 33’ Ghio 75’ | Marcatori | 16’ Bramati 45’ Pereni |

| Arbitro: | Camozzi (Porto d'Ascoli) |

|           |           |  |
| Luppi 62’ | Marcatori |  |

| Arbitro: | D'Auria (Salerno) |

|                                      |           |  |
| Troja 42’, 88’ Fogar 56’ Tinazzi 72’ | Marcatori |  |

| Arbitro: | Marchiori (Padova) |

|                         |           |                        |
| Rizzi 62’ Vivarelli 76’ | Marcatori | 88’ (rig.) Guglielmoni |

| Arbitro: | Cimma (Biella) |

|                          |           |          |
| Dal Monte 38’ Zigoni 74’ | Marcatori | 72’ Ghio |

| Monza 17 ottobre 1965 7ª giornata | Monza            | 0 – 0 | Padova | Stadio Città di Monza\| Arbitro: \| Canova (Bologna) \| |
| Arbitro:                          | Canova (Bologna) |       |        |                                                         |

| Arbitro: | Acernese (Roma) |

|  |           |               |
|  | Marcatori | 48’ Vivarelli |

| Arbitro: | Frullini (Firenze) |

|               |           |  |
| Vivarelli 39’ | Marcatori |  |

| Arbitro: | Nobilia (Roma) |

|         |           |  |
| Bui 56’ | Marcatori |  |

| Arbitro: | Orlando (Bergamo) |

|              |           |            |
| Maggioni 84’ | Marcatori | 85’ Duvina |

| Arbitro: | Piantoni (Terni) |

|                             |           |                             |
| Bersellini 10’ Maggioni 63’ | Marcatori | 58’ Manservisi 75’ Colautti |

| Arbitro: | Cimma (Biella) |

|                                                    |           |                     |
| Grossi 8’ (rig.) Melonari 21’ (aut.) Salvemini 36’ | Marcatori | 69’ (rig.) Melonari |

| Arbitro: | Acernese (Roma) |

|                |           |                           |
| Giovannini 83’ | Marcatori | 67’ (rig.) Florio 79’ Ive |

| Arbitro: | Frullini (Firenze) |

|                       |           |  |
| Ferrero 29’ Vigni 54’ | Marcatori |  |

| Arbitro: | Politano (Cuneo) |

|                                |           |           |
| Galbiati 4’ Bernini 76’ (aut.) | Marcatori | 57’ Vigni |

| Arbitro: | Bigi (Padova) |

|                  |           |  |
| Recagni 43’, 45’ | Marcatori |  |

| Arbitro: | Varazzani (Parma) |

|           |           |  |
| Vigni 73’ | Marcatori |  |

| Arbitro: | Gussoni (Tradate) |

|                                        |           |  |
| Sacchella 55’ Vigni 67’ Bersellini 85’ | Marcatori |  |

#### Girone di ritorno
| Arbitro: | Camozzi (Porto d'Ascoli) |

|               |           |  |
| Sacchella 80’ | Marcatori |  |

| Arbitro: | Marchiori (Padova) |

|  |           |                     |
|  | Marcatori | 24’ (rig.) Melonari |

| Arbitro: | Cimma (Biella) |

|  |           |            |
|  | Marcatori | 1’ Morelli |

| Arbitro: | Toselli (Cormons) |

|           |           |  |
| Vigni 39’ | Marcatori |  |

| Arbitro: | Palazzo (Palermo) |

|                       |           |  |
| Castellani 33’ (rig.) | Marcatori |  |

| Arbitro: | Varazzani (Parma) |

|                    |           |                                                |
| Bicicli 64’ (aut.) | Marcatori | 24’ Kolbl 70’, 87’ Zigoni 82’ (rig.) Locatelli |

| Arbitro: | Nobilia (Roma) |

|                     |           |  |
| Novelli 6’ Pace 28’ | Marcatori |  |

| Arbitro: | Gonella (Torino) |

|                                              |           |                           |
| Maggioni 36’ Vigni 42’ Bersellini 68’ (rig.) | Marcatori | 72’ (rig.) Golin 77’ Joan |

| Modena 10 aprile 1966 28ª giornata | Modena          | 0 – 0 | Monza | Stadio Alberto Braglia\| Arbitro: \| Acernese (Roma) \| |
| Arbitro:                           | Acernese (Roma) |       |       |                                                         |

| Arbitro: | Roversi (Bologna) |

|  |           |                       |
|  | Marcatori | 17’ Gasparini 87’ Bui |

| Arbitro: | Politano (Cuneo) |

|  |           |                             |
|  | Marcatori | 43’ Maggioni 60’, 90’ Vigni |

| Arbitro: | Camozzi (Porto d'Ascoli) |

|                             |           |           |
| Manservisi 37’ Colautti 45’ | Marcatori | 40’ Vigni |

| Arbitro: | Piantoni (Terni) |

|  |           |                   |
|  | Marcatori | 62’ (aut.) Ghioni |

| Arbitro: | Di Tonno (Lecce) |

|               |           |  |
| Santonico 83’ | Marcatori |  |

| Arbitro: | D'Agostini (Roma) |

|                                            |           |          |
| Brigo 8’ Gerli 40’ Vanzini 71’ Piaceri 80’ | Marcatori | 9’ Vigni |

| Arbitro: | De Robbio (Torre Annunziata) |

|  |           |                         |
|  | Marcatori | 39’ Incerti 62’ Clerici |

| Monza 5 giugno 1966 36ª giornata | Monza          | 0 – 0 | Reggiana | Stadio Gino Alfonso Sada\| Arbitro: \| Pieroni (Roma) \| |
| Arbitro:                         | Pieroni (Roma) |       |          |                                                          |

| Potenza 12 giugno 1966 37ª giornata | Potenza          | 0 – 0 | Monza | Stadio Alfredo Viviani\| Arbitro: \| Politano (Cuneo) \| |
| Arbitro:                            | Politano (Cuneo) |       |       |                                                          |

| Mantova 19 giugno 1966 38ª giornata | Mantova                      | 0 – 0 | Monza | Stadio Danilo Martelli\| Arbitro: \| De Robbio (Torre Annunziata) \| |
| Arbitro:                            | De Robbio (Torre Annunziata) |       |       |                                                                      |

### Coppa Italia
| Arbitro: | Barolo (Bassano del Grappa) |

|           |           |                       |
| Vigni 66’ | Marcatori | 68’ Recagno 92’ Baffi |

## Statistiche

### Statistiche di squadra
| Competizione | Punti | In casa | In casa | In casa | In casa | In casa | In casa | In trasferta | In trasferta | In trasferta | In trasferta | In trasferta | In trasferta | Totale | Totale | Totale | Totale | Totale | Totale | DR  |
| Competizione | Punti | G       | V       | N       | P       | Gf      | Gs      | G            | V            | N            | P            | Gf           | Gs           | G      | V      | N      | P      | Gf     | Gs     | DR  |
| ------------ | ----- | ------- | ------- | ------- | ------- | ------- | ------- | ------------ | ------------ | ------------ | ------------ | ------------ | ------------ | ------ | ------ | ------ | ------ | ------ | ------ | --- |
| Serie B      | 32    | 19      | 8       | 5       | 6       | 21      | 20      | 19           | 4            | 3            | 12           | 11           | 25           | 38     | 12     | 8      | 18     | 32     | 45     | -13 |
| Coppa Italia |       | 1       | 0       | 0       | 1       | 1       | 2       | -            | -            | -            | -            | -            | -            | 1      | 0      | 0      | 1      | 1      | 2      | -1  |
| Totali       |       | 20      | 8       | 5       | 7       | 22      | 22      | 19           | 4            | 3            | 12           | 11           | 25           | 39     | 12     | 8      | 19     | 33     | 47     | -14 |

### Statistiche dei giocatori
| Giocatore     | Serie B  | Serie B | Coppa Italia | Coppa Italia | Totale   | Totale |
| Giocatore     | Presenze | Reti    | Presenze     | Reti         | Presenze | Reti   |
| ------------- | -------- | ------- | ------------ | ------------ | -------- | ------ |
| S. Bernini    | 24       | 0       | 1            | 0            | 25       | 0      |
| E. Bersellini | 26       | 3       | 1            | 0            | 27       | 3      |
| L. Castellini | 4        | -7      | -            | -            | 4        | -7     |
| D. Cavallito  | 16       | 0       | 1            | 0            | 17       | 0      |
| S. Ciceri     | 37       | -38     | 1            | -2           | 38       | -40    |
| G. Ferrero    | 28       | 1       | 1            | 0            | 29       | 1      |
| F. Fontana    | 6        | 0       | -            | -            | 6        | 0      |
| G.P. Ghio     | 18       | 3       | 1            | 0            | 19       | 3      |
| L. Ghioni     | 18       | 0       | 1            | 0            | 19       | 0      |
| B. Giovannini | 31       | 1       | -            | -            | 31       | 1      |
| G. Maggioni   | 34       | 5       | 1            | 0            | 35       | 5      |
| A. Magni      | 29       | 0       | 1            | 0            | 30       | 0      |
| C. Mavero     | 8        | 0       | -            | -            | 8        | 0      |
| M. Melonari   | 30       | 2       | 1            | 0            | 31       | 2      |
| E. Perego     | 3        | 0       | -            | -            | 3        | 0      |
| M. Perego     | 10       | 0       | -            | -            | 10       | 0      |
| G. Prato      | 12       | 0       | -            | -            | 12       | 0      |
| G.L. Rizzi    | 2        | 1       | -            | -            | 2        | 1      |
| U. Sacchella  | 16       | 2       | -            | -            | 16       | 2      |
| C. Sala       | 3        | 0       | -            | -            | 3        | 0      |
| E. Trivulzio  | 3        | 0       | -            | -            | 3        | 0      |
| R. Vigni      | 32       | 10      | 1            | 1            | 33       | 11     |
| G. Vivarelli  | 31       | 3       | 1            | 0            | 32       | 3      |